# Тамразян, Грант Смбатович
Грант Смбатович Тамразьян (арм. Հրանտ_Թամրազյան, 6 сентября 1926, Ачаджур, Казахский уезд — 9 февраля 2001, Ереван) — армянский советский литературовед и литературный критик. Заслуженный деятель науки Армянской ССР (1971). Академик Академии Наук Армении (1996).

## Биография
Член ВКП (б) с 1949 года.
В 1948 окончил филологический факультет Ереванского университета, в 1951 — аспирантуру там же. Кандидат филологических наук (1953)
С 1954 года преподавал в Ереванском университете, с 1964 — профессор, 1968—1980 — заведующий кафедрой советской литературы, 1980—2001 — заведующий кафедрой армянской литературы.
Докторская диссертация «Ширванзаде (Жизнь и творчество)» (1963, опубл. 1961, рус. пер. 1967).
Печатался с 1951. Автор работ: «Драматургия Ширванзаде» (1954, рус. пер. 1956), «Сиаманто» (1964), «Поэзия на перекрестках истории» («Поэзия патмутян каругинерум», 1971), «Молодой Чаренц» («Еритасард Чаренц», 1974), а также учебника «История армянской литературы» («Ай граканутян патмутян», 1957—74; Гос. пр. Арм. ССР, 1974).
Член Союза писателей СССР с 1953 года.
В 1986 году избран членом-корреспондентом АН Армянской ССР, в 1996 — действительным членом АН Армении.

## Память

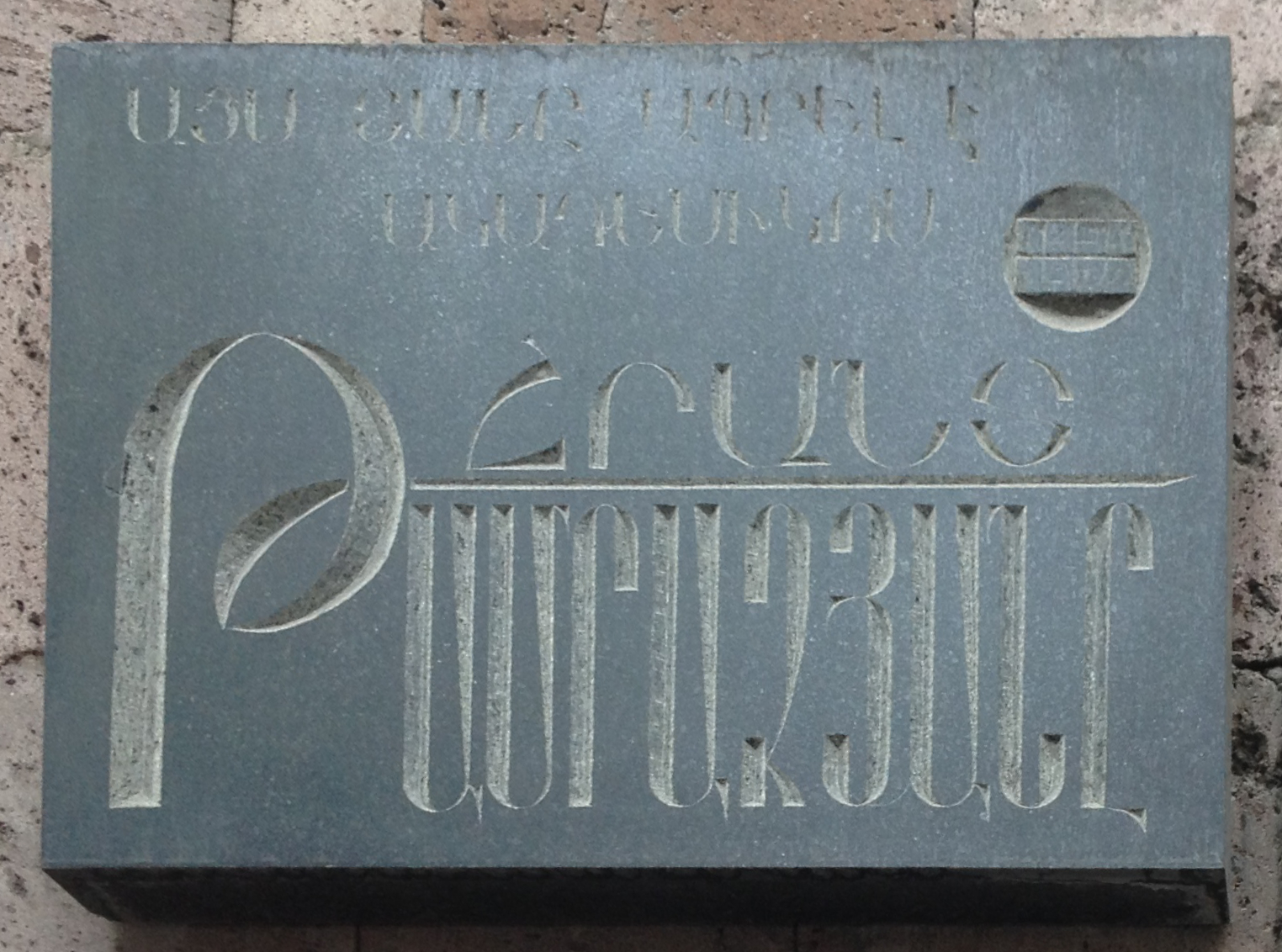
Мемориальная доска в Ереване

На доме в Ереване, где жил Грант Тамразян, установлена мемориальная доска (ул. Теряна, 59)